# Geënsceneerde fotografie

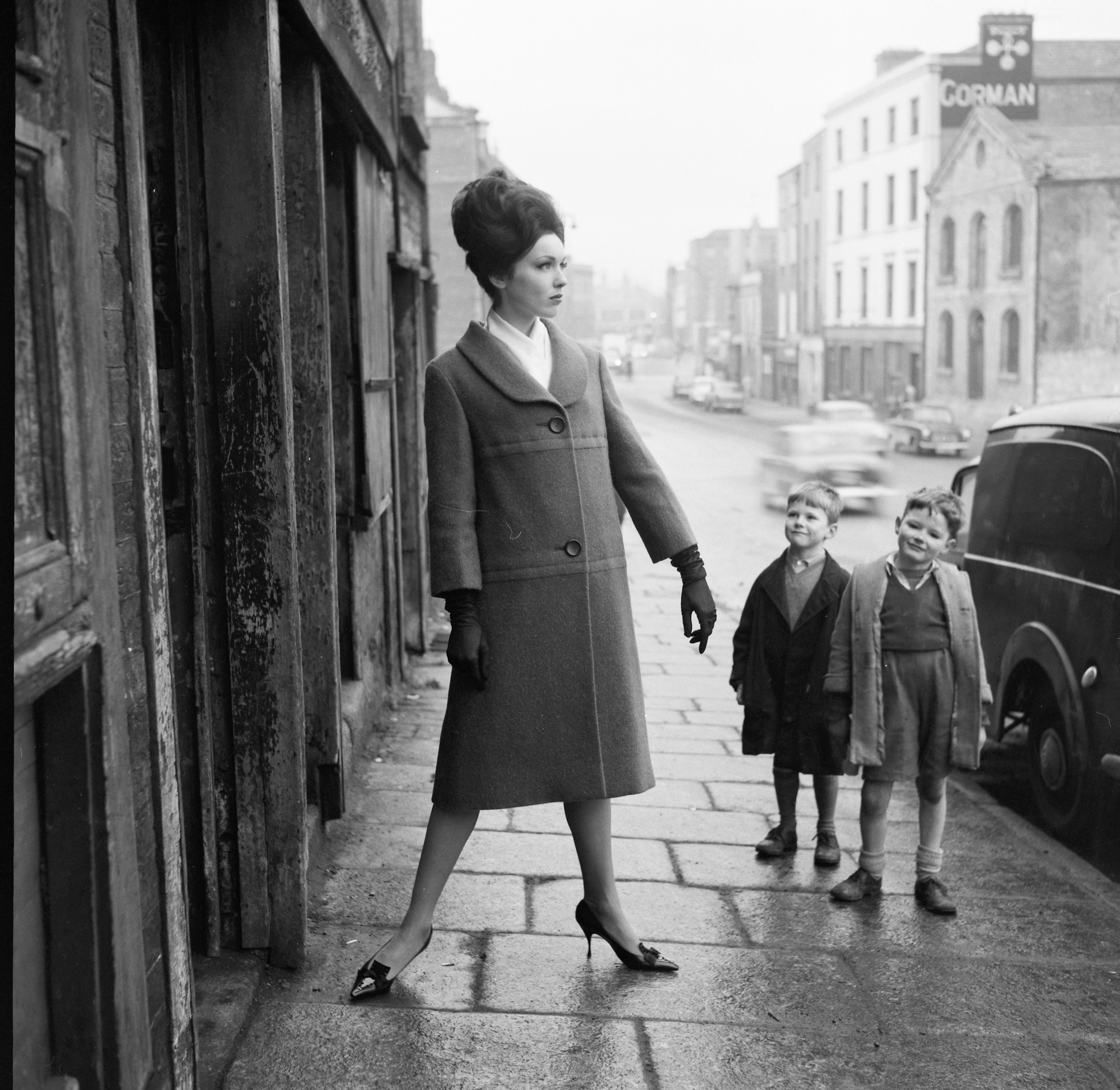
A girl can never have too many admirers! (foto van Colman Doyle)

Geënsceneerde fotografie is een vorm van fotografie waarbij de fotograaf als een regisseur alles van tevoren in scène zet om volledige controle te hebben over de wijze waarop zijn of haar idee wordt gevisualiseerd. Hoewel het in scène zetten van een foto al gebruikelijk was in het begin van de fotografie, werd het pas in de jaren tachtig van de twintigste eeuw als apart genre onderscheiden toen sommige fotografen zich begonnen op te stellen als conceptueel kunstenaar.
In geënsceneerde fotografie wordt, in tegenstelling tot bijvoorbeeld candid opnamen of straatfotografie, weinig aan het toeval overgelaten. De rol van de fotograaf is ook niet die van een objectieve waarnemer die documenteert wat om hem heen gebeurt. Een foto is volgens deze visie immers geen realistische weergave van een vluchtig moment, maar een creatie van de verbeelding van de fotograaf, die met zijn werk een nieuwe werkelijkheid tracht te scheppen. Bij het tot stand komen van een conceptuele foto speelt ook de nabewerking een belangrijke rol. Zo kunnen bijvoorbeeld elementen van verschillende beelden over en naast elkaar gelegd worden. Beoefenaars van dit genre werken vaak in een studio, of zoeken een bijzondere locatie uit om hun foto's te maken.
In Nederland ging geënsceneerde fotografie in de jaren tachtig van start met in de studio bedachte theatrale stillevens. Invloedrijk waren de tentoonstellingen Staged Photo Events (1982) in het Lijnbaancentrum in Rotterdam en Fotografia Buffa (1986) in het Groninger Museum. Bekende Nederlandse fotografen die dit genre beoefenen zijn Rommert Boonstra, mede-grondlegger van de Rotterdamse School, Teun Hocks, Pieter Laurens Mol, Paul de Nooijer en Erwin Olaf. Andere gerenommeerde vertegenwoordigers van de geënsceneerde fotografie zijn Philip-Lorca diCorcia, Jeff Wall, Bruce Charlesworth, Tono Stano, Nanna Bisp Büchert en Lis Steincke.